# Église Santa Maria Addolorata dei Franchis
L'église Santa Maria Addolorata dei Franchis (Notre-Dame-des-Douleurs-des-Franchis), dite aussi chapelle Franchis,  est une petite église de Naples située via Foria (it) au numéro 221.

## Histoire et description
L'édifice  fait l'angle de la via Tenore (de laquelle on peut rejoindre l'église Santa Maria degli Angeli alle Croci toute proche) et la via Foria. Elle est bâtie au XVIIIe siècle comme chapelle de la famille de Franchis, pour leur propre palais, transformé aujourd'hui en appartements.

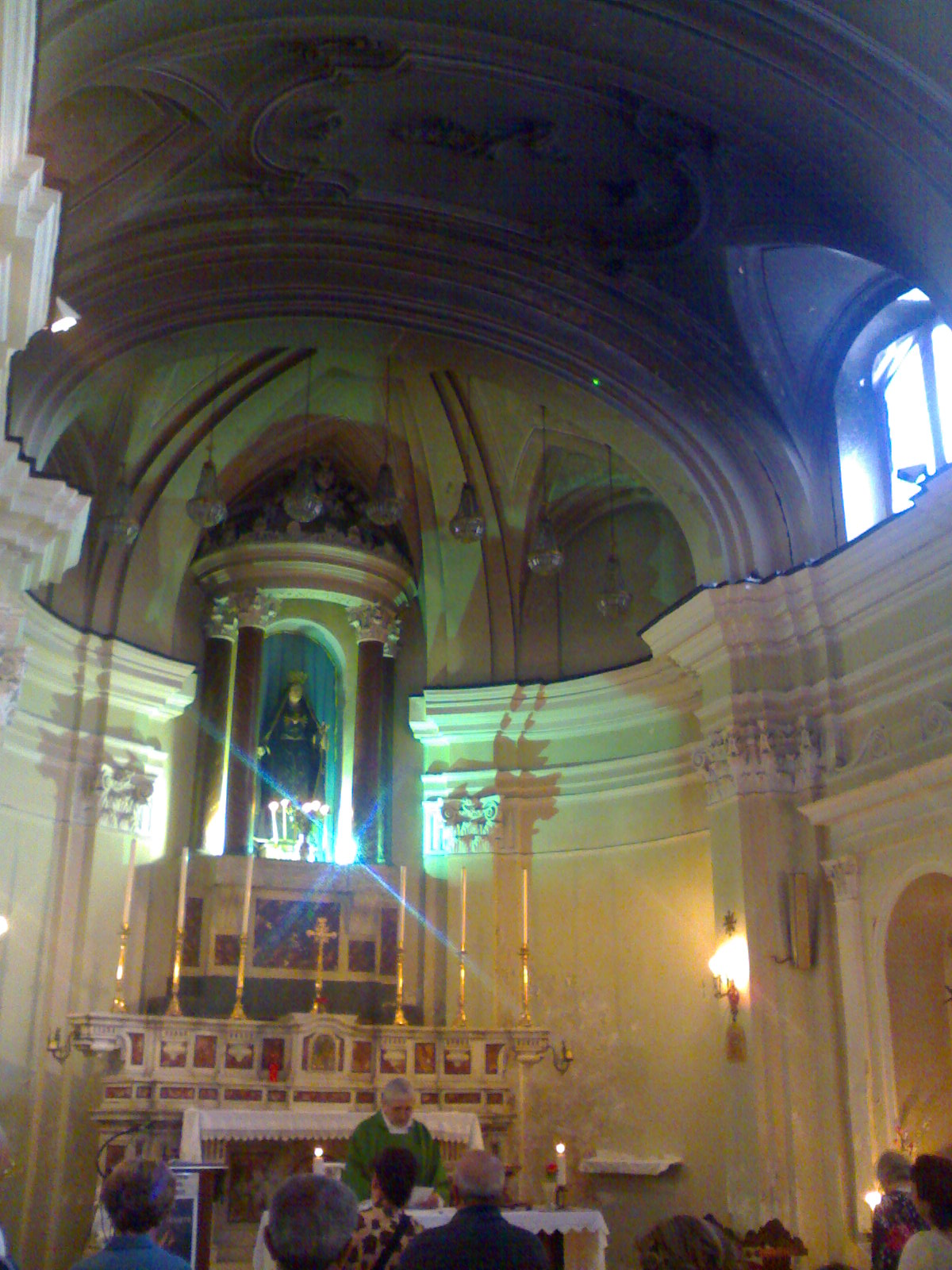
Détail de l'intérieur.

L'église présente une façade très simple avec un portail de piperno, surmonté d'une grande fenêtre arquée et construite aussi en pierre volcanique. Trois fenêtres s'ouvrent de côté dont l'une est murée.
L'intérieur de plan central conserve des toiles de moindre facture représentant Notre-Dame des Douleurs, Notre-Dame des Grâces et Saint Matthias. On remarque aussi une reproduction de la grotte de Lourdes. L'église n'est ouverte que de temps à autre, mais la messe y est célébrée tous les dimanches à dix heures et à midi. 
L'église a été endommagée par des fumées provenant de l'escalier adjacent et une souscription est en cours parmi les fidèles pour sa restauration.

## Source de la traduction
- (it) Cet article est partiellement ou en totalité issu de l’article de Wikipédia en italien intitulé « Chiesa di Santa Maria Addolorata dei Franchis » (voir la liste des auteurs).